# Satz vom Igel

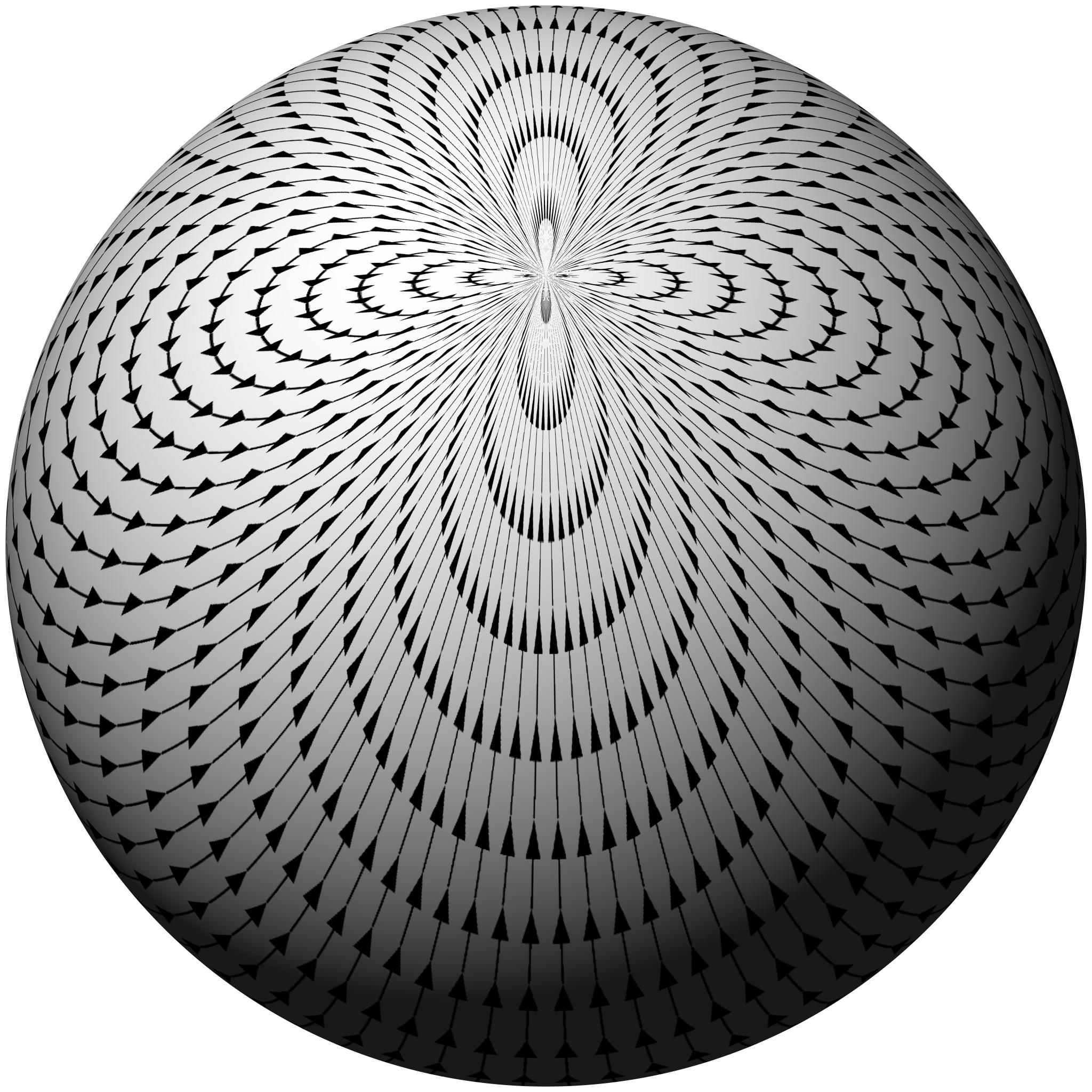
Beispiel für einen „gekämmten Igel“ mit einem Pol

Der Satz vom Igel, auch Igelsatz oder Satz vom gekämmten Igel, englisch Hairy ball theorem, ist ein Resultat des mathematischen Teilgebiets der Topologie. Dieser Satz wird bei manchen Autoren auch Satz von Poincaré-Brouwer genannt, da er von Luitzen Egbertus Jan Brouwer im Jahre 1912 mit Hilfe des Satzes von Poincaré-Hopf bewiesen werden konnte. In der Physik wird der Satz auch mit dem Problem des globalen Windes verknüpft.

## Formulierung des Igelsatzes
Auf einer Sphäre {\displaystyle \mathbb {S} ^{n}} gibt es genau dann ein tangentiales, stetiges, nirgends verschwindendes Vektorfeld, wenn {\displaystyle n} ungerade ist.

### Merkspruch
Dass insbesondere ein derartiges tangentiales, stetiges und nirgends verschwindendes Vektorfeld für die 2-Sphäre, also für die Oberfläche einer dreidimensionalen Raumkugel, nicht existiert, ist in dem folgenden Merkspruch anschaulich zusammengefasst:
Jeder stetig gekämmte Igel hat mindestens einen Glatzpunkt.
Einem solchen Glatzpunkt entspricht dabei eine „kahle Stelle“, also eine Nullstelle des stetigen tangentialen Vektorfeldes. Aus diesem Merkspruch erklärt sich auch die Bezeichnung „Igelsatz“, die auf David Hilbert zurückgeht.

### Interpretation in der Physik
Interpretiert man den Satz vom Igel im physikalischen Sinne, so kann prinzipiell nicht überall auf der Erde zugleich Wind wehen – es muss auf der Oberfläche eines dreidimensionalen kugelförmigen Planeten immer windstille Stellen geben (daher auch die Bezeichnung „Problem des globalen Windes“). Eine ebene Fläche kann dagegen stetig ohne kahle Stellen gekämmt werden. Das gilt auch für einen Torus.

## Verallgemeinerung
Der Satz vom Igel folgt unmittelbar aus dem folgenden allgemeineren Satz, der bei manchen Autoren ebenfalls als Satz von Poincaré-Brouwer bezeichnet wird:
Für jedes {\displaystyle m\in \mathbb {N} } und für jede stetige Abbildung {\displaystyle f\colon \mathbb {S} ^{2m}\to \mathbb {R} ^{2m+1}} existiert ein {\displaystyle x_{0}\in \mathbb {S} ^{2m}} und ein {\displaystyle \lambda \in \mathbb {R} } mit {\displaystyle f(x_{0})=\lambda \cdot x_{0}}.
Der Satz vom Igel lässt sich auch direkt aus dem Satz von Poincaré-Hopf ableiten.

## Analytischer Zusammenhang
John Milnor hat 1978 einen elementaren analytischen Beweis des Igelsatzes gegeben und dabei zugleich gezeigt, dass der Brouwersche Fixpunktsatz direkt auf ihn zurückgeführt werden kann.